# GP La Marseillaise 1994
De 15e editie van de GP La Marseillaise werd gehouden op 1 februari 1994 in Frankrijk. De wielerwedstrijd ging over 135 kilometer en werd gewonnen door de Fransman Gilles Delion gevolgd door Wilfried Nelissen en François Simon.

## Uitslag
| GP La Marseillaise 1994 |                   |                   |          |
| Plaats                  | Naam              | Ploeg             | Tijd     |
| Winnaar                 | Gilles Delion     | Castorama         | 3u33'10" |
| 2                       | Wilfried Nelissen | Novemail-Histor   | +12"     |
| 3                       | François Simon    | Castorama         | z.t.     |
| 4                       | Andrei Tchmil     | Lotto-Vetta-Caloi | z.t.     |
| 5                       | Peter Van Petegem | Trident-Schick    | z.t.     |
| 6                       | Tristan Hoffman   | TVM-Bison Kit     | z.t.     |
| 7                       | Tom Desmet        | Lotto-Caloi-Mavic | z.t.     |
| 8                       | Christian Chaubet | Catavana          | z.t.     |
| 9                       | Stéphane Heulot   | Banesto           | z.t.     |
| 10                      | Nicolas Aubier    | GAN               | z.t.     |

1980 · 1981 · 1982 · 1983 · 1984 · 1985 · 1986 · 1987 · 1988 · 1989 · 1990 · 1991 · 1992 · 1993 · 1994 · 1995 · 1996 · 1997 · 1998 · 1999 · 2000 · 2001 · 2002 · 2003 · 2004 · 2005 · 2006 · 2007 · 2008 · 2009 · 2010 · 2011 · 2012 · 2013 · 2014 · 2015 · 2016 · 2017 · 2018 · 2019 · 2020 · 2021 · 2022 · 2023 · 2024 · 2025